# Roger Brossard
Pour les articles homonymes, voir Brossard.
Compléments
Dossier administratif de résistant au Service Historique de la Défense GR16P 92683.
Roger Adrien Léon Brossard, alias Alfred, né le 13 juin 1907 à Bar-sur-Aube dans l'Aube et mort à Bitche en Moselle le 13 mars 1993, est un brigadier de police et résistant français, adjudant puis sous-lieutenant FFI.

## Biographie
Roger Brossard est le fils de Léon Alphonse Brossard, employé des télégraphes et d'Adrienne Augustine Poithier. Prisonnier de guerre au stalag V-A de Ludwigsburg, il est rapatrié comme infirmier au service de santé d'Orléans, avant de devenir brigadier de police à Châtellerault le 1er juin 1943.
Il forme un groupe de policiers résistants au commissariat de Châtellerault (groupe Alfred) avec l'aide de Robert Guionnet, André Baudinière, Jacques Marliangas, Pierre Mitaud et Désiré Bruneau, conseiller municipal exerçant les fonctions de maire d'Archigny depuis 1940. 
Ce groupe se charge de fabriquer de faux papiers et de prévenir les réfractaires au STO, et plus généralement les personnes menacées d'arrestation, activité décrite par Roger Brossard comme « Grand secours en général à tous les Français demandant notre appui, sans nous occuper des appartenances religieuses ou politiques. L'activité a toujours continué même en cherchant à démasquer les miliciens et hommes de la LVF. »

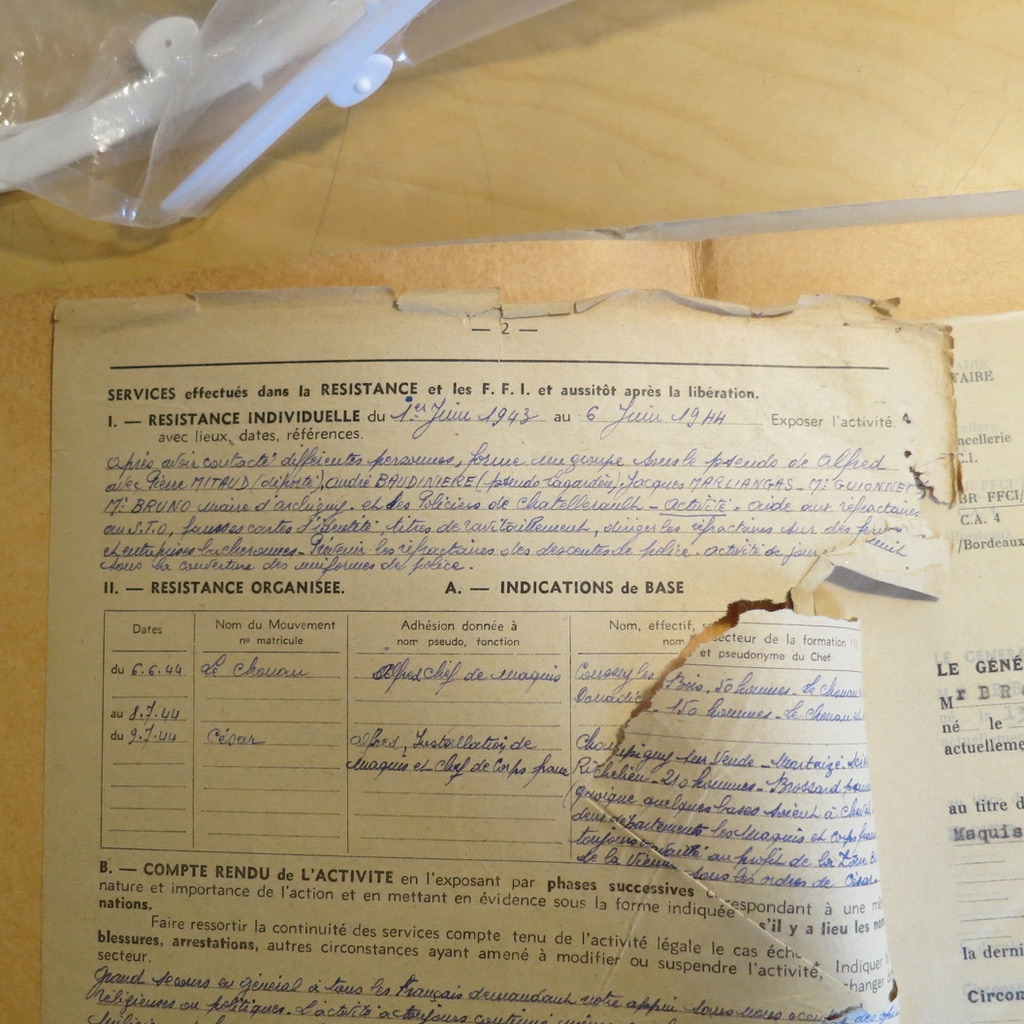
Extrait des activités du groupe de policiers résistants de Châtellerault « Alfred » issu du dossier administratif de résistant GR16P 92683 du brigadier de police et résistant Roger Adrien Léon Brossard.

Cette activité ayant attiré l'attention des Allemands, il quitte le commissariat de Châtellerault le 10 juin 1944 pour contribuer à former plusieurs maquis dans la Vienne et l'Indre-et-Loire sous les ordres de Claude Gros alias César (Coussay-les-Bois : 50 hommes, Douadic : 150 hommes et Champigny-sur-Veude-Richelieu-Martaizé : 210 hommes). Il revient néanmoins régulièrement au commissariat de Châtellerault où le bureau du commissaire et résistant Charles Bichat, nommé à Châtellerault le 16 juin 1944, fait office de boîte aux lettres et de lieu de réunion pour la Résistance. La femme et les enfants de Roger Brossard sont sauvés de la Gestapo par Robert Guionnet et le gardien de la paix et résistant René Renoux le soir de l'attaque par les Allemands du maquis de Coussay-les-Bois,.
Les corps francs que commande ensuite Roger Brossard harcèlent les Allemands entre 15 août 1944 et le 2 septembre 1944 et sont les premiers à pénétrer dans Châtellerault libéré avant de laisser la place aux éléments de la zone sud de la Vienne.
Roger Brossard est ensuite affecté à Paris à la Direction des services de la documentation (DSDOC) d'octobre 1944 à janvier 1945, puis à la SDOC d'Alger, et enfin au BDOC de la Sarre à Sarrebruck du 1er août 1945 au 31 mars 1946. 
Il meurt à Bitche le 13 mars 1993.